# Račice
Pour les articles homonymes, voir Račice (homonymie).
Račice (en allemand : Ratschitz) est une commune du district de Litoměřice, dans la région d'Ústí nad Labem, en Tchéquie. Sa population s'élevait à 339 habitants en 2021.
La commune est internationalement connue pour son bassin d'aviron, qui est le plus important du pays. Elle a été l'hôte des championnats du monde d'aviron en 1993, ainsi qu'en 2022 et des championnats d'Europe de canoë-kayak en 2006.

## Géographie
La commune est située sur la rive gauche d'une boucle de l'Elbe. Elle se trouve à 2 km du centre de Štětí, sur la rive droite de l'Elbe, à 8 km au nord-est de Roudnice nad Labem, à 18 km au sud-est de Litoměřice, à 31 km au sud-est d'Ústí nad Labem et à 44 km au nord de Prague.
La commune est limitée par Brzánky et Hoštka au nord, par Štětí à l'est, par Bechlín au sud, et par Záluží à l'ouest.

## Histoire
Račice est pour la première fois mentionnée en 1295, lors de sa cession par Venceslas II de Bohême à l'évêque de Prague, Tobias von Bechin. En 1577, le village est acquis par Wilhelm von Rosenberg pour, plus tard, appartenir à la Maison des Lobkowicz.
Račice est intégrée administrativement à la ville de Štětí en 1960, puis en est détachée en 1989, recouvrant ainsi son statut de commune.

## Transports
Par la route, Litoměřice se trouve à 9 km de Roudnice nad Labem, à 24 km de Litoměřice, à 46 km d'Ústí nad Labem  et à 56 km de Prague.

## Source
- (de) Cet article est partiellement ou en totalité issu de l’article de Wikipédia en allemand intitulé « Račice u Štětí » (voir la liste des auteurs) dans sa version du 22 janvier 2008